# Херсоновка (Беляевский район)
Херсо́новка — село в Беляевском районе Оренбургской области России. Входит в сельское поселение Крючковский сельсовет.

## География
Село располагается на левобережье реки Урал, около одного из его озёр-стариц, северо-западнее районного центра, села Беляевка на расстоянии 17 км.

## Уличная сеть
В состав села входят семь улиц: Комсомольская, Луговая, Озерная, Тупиковая, Тупиковый переулок, Центральная, Школьная.

## История
С 1933 по 1952 гг. село входило в состав Яикского сельского совета с административным центром в ауле Кзыл-Жаре.
С 1952 по 1957 гг. — в составе Днепровского сельского совета. С 1957 года — в составе Крючковского сельского совета.

## Население
| 2010 |
| ---- |
| 344  |